# Moshe Idel
Moshe Idel (în ebraică משה אידל, n. 19 ianuarie 1947, Târgu Neamț, România) este un filosof și cercetător israelian al Cabalei, originar din România. Este profesor de gândire iudaică la Universitatea Ebraică din Ierusalim și predă, de asemenea, la Colegiul Academic din Safed.

## Copilăria în România
Moshe Idel s-a născut într-o familie evreiască din Târgu Neamț. Orășelul său natal avea pe atunci o foarte numeroasă populație evreiască (circa jumătate dintre locuitori), în mare parte tradiționalistă și vorbitoare de limba idiș, și care cultiva de circa două veacuri instituții religioase de învățătură și de cult: hadarim, și batei midrash care funcționau pe lângă sinagogi.  Părinții l-au înscris pe Moshe la vârsta de trei ani și jumătate  la heder - școala elementară religioasă. Mai apoi, când hederul a fost închis de către autoritățile comuniste, tatăl i-a angajat un învățător particular care să continue să-l mai învețe ebraică și Tora. De asemenea, Moshe a urmat cursurile școlii elementare și apoi ale liceului de stat, devenind familiar cu limba și cultura românească și cu cultura generală. Împrumutând și citind un mare număr de cărți din cele aflate în bibliotecile publice din localitate, el și-a asigurat cunoștințe temeinice și vaste în numeroase domenii. A dorit să-și aprofundeze și cunoștințele de iudaism dar casele de învățătură religioase care mai dăinuiau sub egida sinagogilor nu permiteau accesul decât acelora care se obligau să respecte strict și pretutindeni legile credinței iudaice, iar tânărul Moshe, devenit liber cugetător, nu mai era dispus sa accepte o asemenea condiție.

## Anii tinereții și studiilor în Israel
În anul 1963, la 16 ani, asemenea marii majorități ai conaționalilor și coreligionarilor săi, Moshe Idel și familia lui au emigrat în Israel. A locuit la Kiryat Ata, aproape de Haifa, și a continuat acolo studiile liceale. Apoi a servit în armată, în trupele de geniu. Ulterior a servit ca rezervist de asemenea în forțele de geniu, și mai târziu în corpul educativ al armatei. Între anii 1967-1970 a învățat literatura ebraică și engleză la Universitatea din Haifa, luând licența în aceste domenii.

## Activitatea didactică și de cercetare
Până la obținerea deplinei consacrări Moshe Idel a cunoscut în viața sa până prin 1980 numeroase privațiuni. 
Din 1971 a fost acceptat ca doctorand la Universitatea Ebraică din Ierusalim, direct în domeniul Cabalei (interpretare evreiască ezoterică și simbolică, în limba aramaică, a Bibliei evreiești), ceea ce reprezenta un traseu universitar cu totul particular. Doctoratul l-a susținut cu aprecieri deosebite în anul 1976. Teza de doctorat despre "Scrierile și învățătura lui Rabbi Avraham Abulafia" a pregătit-o sub îndrumarea profesorului Shlomo Pines. După ce în anii 1972-1976 a fost cadru didactic la Universitatea din Haifa, în 1974 a fost primit ca asistent la Universitatea Ebraică din Ierusalim. Din 1977 a devenit conferențiar la Universitatea Ebraică. A mai predat o vreme și la Universitatea Ben Gurion din Beer Sheva și la Academia de arte plastice „Bezalel” din capitală. Începând din 1987 este profesor ordinar de gândire iudaică și șef al departamentului de gândire iudaică de la Universitatea Ebraică. Din anul 1989 este și cercetător principal la Institutul Shalom Hartman, de asemenea din Ierusalim.
În anii sabatici a lucrat ca profesor invitat și cercetător la universități și instituții precum Universitatea Yale, Universitatea Harvard, Universitatea Princeton, Universitatea California din Los Angeles (UCLA), la Universitatea Pennsylvania din Philadelphia, la Seminarul Teologic Iudaic (JTS) din  New York- din SUA și la École des Hautes Études en Sciences Sociales din Paris.
În anul academic 2009/2010 Moshe Idel predă la recent înființatul Tikvah Center for Law & Jewish Civilization al Universității New York.
După ce s-a făcut cunoscut în America, la începutul anilor ’80, Idel a devenit o somitate internațională. Cartea sa Cabala: noi perspective (în engleză Kabbalah: New Perspectives) a fost publicată mai întâi în engleză (Yale University Press, 1988) și s-a bucurat de o recenzie elogioasă în New York Times, dar a fost primită la început cu răceală în Israel.
În afara sarcinilor ca profesor universitar, Moshe Idel îndeplinește actualmente numeroase alte funcții în domeniul academic:
- este președintele mai multor comisii academice: cea a Centrului de muzicologie al Universității Ebraice, a Centrului de studiu al iudaismului din România, și a Institutului Ben Tzvi.
- a fost vreme de câțiva ani redactorul șef al revistei „Tarbitz”, este membru în comitetul de redacție al   revistei românești de specialitate "Studia hebraica", de asemenea al "Revue d'histoire des religions" editată de Collège de France etc.

Este căsătorit cu pictorița și poeta Shoshana Idel și are trei copii și o nepoată.

## Domeniile de cercetare
Studiile lui Moshe Idel sunt consacrate istoriei misticii  iudaice așa cum se reflectă ea în Cabala, în hasidism, în magie, și legăturile ei cu ritualul religios și cu filosofia evreiască. El a studiat evoluția gândirii mistice evreiești începând din antichitate și până în epoca contemporană, dar mai cu seamă cea din secolele XII-XVII.
Cărțile și articolele sale au fost editate și traduse în numeroase limbi- ebraică, engleză, franceză, cehă, română, italiană, polonă, spaniolă, portugheză, rusă și catalană.

### „Experiența mistică a lui Avraham Abulafia”
Această carte a lui Moshe Idel a apărut la Editura Magnes din Ierusalim în anul 1988, o ediție adusă la curent fiind publicată în 2002. Cartea, publicată în engleză în editura Universității Statului New York în 1988, reprezintă o parte din lucrarea de doctorat a lui Idel și se bazează pe analiza a circa două sute de manuscrise.
Cartea analizează experiența mistică trăită de Avraham Abulafia, cabalist care fusese mai puțin în atenția cercetătorilor și care se caracteriza prin aspirații profetice, credința că el însuși era proroc și Mesia, și care utiliza niște tehnici, numite de el profetice, pentru a ajunge la trăiri mistice extatice imediate.

### „Kabala: noi aspecte”
Această carte publicată la origine în engleză în anul 1988, a fost ulterior tradusă în ebraică și publicată de Editura Schocken în anul 1993. Ea se ocupă cu subiecte diverse ale cercetării Cabalei, bazându-se în cea mai mare măsură pe materiale studiate de pe manuscrise medievale.
Idel a căutat să găsească ce se mai poate adăuga din punct de vedere principial la studiile predecesorilor săi, cercetând noțiuni ca uniunea cu divinitatea, tehnici mistice, abordări ale comentariilor Cabalei, și căi ce urmăreau să influențeze providența prin intermediul unor ritualuri iudaice.

### „Avraham Abulafia: limbaj, Tora și hermeneutică”
Cartea aceasta, apărută în 1994 în editura Schocken, se ocupă și ea cu subiecte de Tora și hermeneutică din învățătura lui Abulafia, și reprezintă tot o prelucrare a unei părți a tezei sale de doctorat.

### „Capitole de Cabala extatică”
Publicata inițial în ebraică în anul 1990, și apoi în engleză în editura Universității Statului New York, (Studies in Ecstatic Kabbalah), această lucrare este o antologie de articole asupra școlilor cabalistice ale ucenicilor lui Abulafia. În ele Idel analizează subiectele care i-au preocupat pe ucenicii lui Abulafia, felul cum s-au reflectat relațiile dintre Cabala lui Abulafia și cea palestiniană, adică a ucenicilor săi evrei din Palestina. El examinează și influența Cabalei lui Abulafia în Italia și legătura dintre unul din învățăceii săi și Cabala arabă.

### „Golem: tradiții magice și mistice din iudaism despre crearea unui om artificial”
Această carte publicată mai întâi în engleză în anul 1990 și apoi în ebraică la editura Schocken in 1996, a fost ulterior tradusă în mai multe limbi, inclusiv românește.
E vorba de o monografie despre diversele opinii și tehnici destinate creării Golemului, din antichitate și până în zilele noastre. Idel a participat la organizarea unei expoziții pe această temă la New York, a redactat un catalog al ei, în cele din urmă cercetarea lui s-a lărgit și a constituit baza cărții. Teza ei este că crearea golemului, se întemeiază pe cunoașterea tainelor limbii ebraice, pe asocierile de litere ale numelui lui Dumnezeu. Polemicile în jurul Golemului au contribuit și ele alături de legende, la întărirea poziției elitei evreiești în societate.

### „Hasidism: între extaz și magie”
Carte care a văzut lumina tiparului în ebraică anul 2000 în editura Schocken, după ce apăruse în engleză în 1995 la editura Universității de Stat New York, a fost tradusă în română și franceză. Ea încearcă descrie hasidismul ca pe un fel de interacție dintre idealul extatic și acțiunile magice. El vede în hasidism o activitate în cadrul misticii evreiești care îmbină cele două elemente amintite.

### „Mistici mesianici”
Cartea intitulată astfel a apărut în engleză (Messianic Mystic) la editura Universității Yale din SUA, fiind tradusă și în franceză și italiană. Ea tratează corelațiile dintre mistică și mesianism de la începuturile misticii și până la hasidism. Idel prezintă idei ale lui Gershom Scholem care remarca o tensiune între mesianism, care e o chestiune de interes public, și mistică, care e o chestiune privată. Idel însuși a încercat să arate că orice Mesia cunoaște o perioadă de incubație internă până ce devine un Mesia. Apoi există un stadiu al dezvoltării mistice care poate duce la ridicarea unui Mesia pe scena publică. Cu alte cuvinte, pentru Idel, mistica și sfera  publică nu sunt separate, ci se pot îmbina.

### „Perfecțiuni care absorb: Cabala și interpretarea ei”
O altă carte publicată în Editura Universității Yale în anul 2002 (Absorbing Perfection; Kabbalah and Interpretation) și care a fost onorată cu premiul Koret din partea fondului Koret și a apărut în Israel în cursul anului 2009.Este tradusă și în română. Lucrarea se ocupă de poziția interpretării Cabalei în gândirea hasidică și cabalistică. Idel descrie în ea tehnici de comentariu radicale extremiste ca de pildă Gematria și alăturările de litere.

### „Cabalistul Rabbi Menahem Recanati”
Acest eseu apărut în ebraică la editura Schocken în anul  1998 cuprinde o descriere a tot ce se știa in acel moment de către cercetători despre acest mare cabalist din Italia și despre influența lui asupra altor cabaliști.

### „Cabala și Eros”
Această carte, editată în 2005 de Editura Universității Yale, a fost tradusă în romană și italiană.
În cursul anului 2009 era prevăzută să apară în ebraică, germană și spaniolă. Cartea ajută la clasificarea unor diverse modele de dragoste și erotică, aceasta din urmă fiind definită ca un amalgam de dragoste și sex. Între modelele de erotică prezentate sunt menționate cel după care dragostea cea mai puternică este cea față de mama, altul care afirmă tăria celei față de femeie, și altul care vede dragostea cea mai puternică în cea dintre poporul lui Israel și Dumnezeu. Sunt și concepții influențate mult de filosofia lui Platon și concepții după care sexul e mai puternic decât iubirea.

### „Lanțuri vrăjite: tehnici și ritualuri în Misticismul iudaic”
O altă carte editată la început în engleză la Los Angeles în anul 2005. Ea este rezultatul unei serii de conferințe ținute de Idel la College de France în anul 2001. Ea a fost deja publicată în franceză, română (2009) și în cursul anului acesta urmează să apară și în Satu Mare.
Lucrarea se ocupă de percepții tipice cabaliștilor care văd în realitate o singură succesiune, prin reprezentări ca frânghia și lanțul. În acest fel de literatură, cineva "de jos" poate influența ceea ce se petrece "sus". Deoarece realitatea este un continuum și un om poate sa tragă de frânghie și să zguduie realitatea.
Idel prezintă gândirea cabalistică ca fiind cu mult mai dinamică decât Cabala euro-platonică care era mai statică și "neinfluențabilă". Cabaliștii evrei credeau că sunt capabili să schimbe realitatea prin faptele lor.

### „Ascensiuni la cer în mistica evreiască- stâlpi, linii, și scări”
Acest volum al lui Moshe Idel (Ascensions on High in Jewish Mysticism: Pillars, Lines, Ladders) este rezultatul unei serii de conferințe pe care autorul le-a ținut la Budapesta și a fost publicat mai întâi în engleză de Editura Universității Centrale Europene cu sediul la Budapesta și New York, fiind apoi tradusă și în română.
Cartea se ocupă de urcarea sufletului și a trupului în lumile de sus, așa cum era concepută din antichitate și până la  Baal Shem Tov. Autorul prezintă și un fel de cartografie a diferitelor opinii despre identitatea componentelor care urca, în ce fel o fac, și ce revelație au în lumile unde ajung.

### „Fiul (Ben): însușirile de fiu și mistica iudaică”
Și cartea aceasta a apărut în engleză în anul 2007 la editura Continuum la Londra și New York. („Ben: Sonship and Jewish Mysticism”), iar pe urmă în 2008 în spaniolă.
În mistica evreiască au fost multe dispute asupra subiectului "fiul lui Dumnezeu" care au continuat tradiții mai vechi și care sunt diferite de cele creștine și nu au apărut sub influența creștinismului. Idel încearcă în această lucrare să prezinte o sistematizare a categoriilor și modelelor diverse de dezbatere a acestei teme- fiul lui Dumnezeu. După unele, fiul lui Dumnezeu ar fi o forță cosmică, o relație cosmică la care participă omul. După alții, fiul ar fi un înger, sau o sefira, în vreme ce în hasidism unii sunt de părere că țadicul (tzadik) este fiul divinității.

### „Cabala în Italia: 1280 - 1510”
Carte apărută în italiană (La Cabala în Italia) la Florența în anul 2007 și care a apărut în 2010 în engleza la Editura Universității Yale, iar în 2016 în traducere în limba română la Editura Hasefer.

### „Cabaliști de noapte”
Cartea aceasta a apărut în ebraică la editura Karmel în anul 2006 (Mekubalim shel layla מקובלים של לילה ) și se ocupa de trăirile nocturne ale cabaliștilor și tehnici folosite pentru a ajunge la acele trăiri.

### „Lumea îngerilor: între revelație și înălțare”
Lucrare apărută în ebraică la editura Sifrey Hemed- Yediot Aharonot în anul 2008 (Olam hamal'akhim: beyn hitgalut uveyn hit'alut), cuprinzând o colecție de articole publicate în trecut, dar lărgite și actualizate. Cartea tratează despre funcția îngerilor în mistica iudaică și despre influența concepțiilor mistice despre acest subiect în rândul lumii creștine. Moshe Idel emite ipoteza că în ochii misticilor evrei îngerii jucau o funcție dublă: pe de o parte, cea de mesageri și revelatori ai voinței divine, și pe de altă parte, cea de a permite unor oameni să se înalțe, sa se depășească, și să se transforme în țadici (tzadikim).
Îngerii sunt o categorie intermediară care mediază între Dumnezeu și om și care permite lui Dumnezeu să pogoare și omului să se înalțe.

## Alte studii
În anii aceștia Moshe Idel scrie o carte despre Israel Baal Shem Tov și despre scrierile manuscrise ale rabinului Nehemia Ben Shlomo din Erfurt de la începutul veacului al XIII-lea.
De asemenea cercetează aspecte ale activității și scrierilor unor autori români ca Mircea Eliade și Mihail Sebastian.

## Scrieri
Numeroase lucrări publicate în reviste și presa de specialitate, printre care titluri de referință cum sunt Kabbalah: New Perspectives (Yale University Press, 1988), Hasidism: Between Ecstasy and Magic (SUNY Press, 1995) și Messianic Mystics (Yale University Press, 1998).
- Fiul lui Dumnezeu și mistica evreiască - Ben : sonship and jewish mysticism , Polirom,  Iași, 2010
- ‫Lumea îngerilor - între revelație și înălțare, Sifrey hemed-Yediot Aharonot,Tel Aviv  2008. ‬עולם המלאכים : בין התגלות להתעלות
- Cabaliști de noapte - מקובלים של לילה -  Carmel, Ierusalim    2006.
- Hasidismul între extază și magie- החסידות בין אקסטזה למאגיה, Schocken, Ierusalim   2000.
- Cabalistul Rabbi Menahem Recanati- ר' מנחם רקנטי המקובל  . Schocken, Ierusalim 1998
- Golem : tradiții magice și mistice în iudaism despre crearea unui om artificial  - גולם: מסורות מאגיות ומיסטיות ביהדות על יצירת אדם מלאכותי, Schocken ,Ierusalim, 1996
- אברהם אבולעפיה: לשון תורה והרמנויטיקה, ירושלים: הוצאת שוקן, תשנ"ד 1994.
- קבלה: היבטים חדשים, ירושלים, הוצאת שוקן, תשנ"ג 1993.
- משיחיות ומיסטיקה. תל אביב, אוניברסיטה משודרת, משרד הביטחון - ההוצאה לאור, תשנ"ב 1992.
- פרקים בקבלה נבואית, ירושלים, אקדמון, 1990.
- החויה המיסטית אצל אברהם אבולעפיה, ירושלים: הוצאת הספרים ע"ש י"ל מאגנס, האוניברסיטה העברית, תשס"ב 2002. מהדורה שנייה מורחבת מעודכנת (הראשונה פורסמה בשנת 1988.

## Afilieri, distincții și onoruri
- 2009 - Ordinul Meritul cultural cu gradul de comandor - din partea președintelui României
- 2006 - Membru al Academiei naționale israeliene de științe
- 2003 - Premiul Koret pentru filosofie evreiască, pentru cartea "Absorbing Perfections".
- 2003 - Premiul Haim și Sara Iankulovicz pentru cultură din partea primăriei orașului Haifa
- 2002 - Premiul EMET pentru contribuția la studiul gândirii iudaice
- Doctor honoris causa al Universității din Haifa
- 2001 Premiul Ben Porat din partea președintelui Universității Ebraice pentru excelență în  cercetare
- 1999 - Premiul de stat al Israelului - „Premiul Israel” pentru excelență în domeniul filosofiei iudaice și mai ales pentru contribuția sa la cercetarea Kabalei,
- 1995 - Premiul Gershom Shalom pentru excelență în cercetarea Cabalei - din partea Academiei Naționale de Știință a Israelului
- 1993 - Premiul Bialik pentru contribuția la științele iudaice
- 1992 - Membru al Academiei Americane de științe iudaice
- Doctor honoris causa al Institutului Spertus din Chicago-1994, al universităților Cluj Napoca 1998, București - 2004, Haifa-2002, Yale - 2006

## Cărți despre Moshe Idel
- Daniel Abrams, "Phenomenology of Jewish Mysticism: Moshe Idel's Methodology in Perspective" Kabbalah, vol. 20 (2009), p. 7–146
- Essays in Honor of Moshe Idel, editors Sandu Frunză and Michaela Frunză, Editura Provopress,  Cluj-Napoca 2008.
- Sorin Antohi în dialog cu Moshe Idel, Ceea ce ne unește, Istorii, biografii, idei Polirom, Iași, 2006. - recenzie
- Petru Moldovan, Moshe Idel: Dinamica misticii iudaice, Editura Provopress, Cluj-Napoca, 2005.